# Brachymeria oblique
Brachymeria oblique är en stekelart som beskrevs av Ahmed, Malik och M. Firoz Ahmed 1987. Brachymeria oblique ingår i släktet Brachymeria och familjen bredlårsteklar. Inga underarter finns listade.